# دشت لاله (فارس)
 دشت لاله یکی از دهستان‌های توابع بخش اسیر در شهرستان مهر در استان فارس می‌باشد و مرکز آن روستای شهرک امام خمینی است از جمله روستاهای مهم این دهستان دارالمیزان سرگاه بلکره و کوربلند می‌باشد. این دهستان بر اثر سیلی که درسال۱۳۶۵رخ داد و منجر به ویرانی تعداد زیادی از روستهای منطقه شد در اثر اجتماع سه روستای سرگاه، شلدان و چاه بالو ساخته شده اهالی آن مذهب تشیع دارند و بیشتر کشاورز و تعداد کمی دامدار بوده و تعدادی نیز به کشورهای عربی حاشیه خلیج فارس تردد می‌کنند. دارای دشت وسیع و پوشش جنگلی از شمال کنار(سدر)داشته-آب آن شیرین و قابل شرب می‌باشد. فاصله آن تا مرکز استان حدود ۳۰۰کیلومتر و تا مرکز شهرستان ۴۰کیلومتر و تا مرکز بخش  اسیر۵ کیلومتر می‌باشد. زبان محلی آن‌ها لاری(گویشی شبیه شهرستان لار)می باشد که متأسفانه درسال‌های اخیر به علت نادانی عده‌ای از مردم روبه زوال و نابودی رفته و کودکان کمتر به این زبان صحبت می‌کنند و در خانواده‌ها اصولا آموزشی داده نمی‌شود
براساس سرشماری مرکز آمار ایران در سال ۱۳۸۵، جمعیت آن ۴۴۷۱ نفر (۹۰۰ خانوار) بوده‌است.